# Jean Balland
Pour les articles homonymes, voir Balland.
Jean Marie Julien Balland, né le 26 juillet 1934 à Bué (Cher) et mort le 1er mars 1998 dans le 4e arrondissement de Lyon, est un homme d'Église français, cardinal et Primat des Gaules.

## Biographie

### Jeunesse
Jean Marie Julien Balland est né à Bué (Cher) dans le Sancerrois, cinquième enfant d'une famille de vignerons. 

### Prêtre
Il est ordonné prêtre à Bué le 3 septembre 1961 pour le diocèse de Bourges, après des études au séminaire français de Rome et à l'Université pontificale grégorienne et avoir effectué son service militaire, en partie en Algérie. 
Il est professeur de philosophie successivement au Grand séminaire régional de Tours, puis au Grand séminaire de Poitiers. Il est aussi nommé vicaire général du diocèse de Bourges.

### Évêque
Nommé évêque de Dijon le 8 novembre 1982, il reçoit l'ordination épiscopale en la cathédrale de Dijon le 12 décembre 1982 des mains de Paul Vignancour, archevêque de Bourges assisté de Albert Decourtray, archevêque de Lyon et de Lucien Daloz, archevêque de Besançon.
Le 8 août 1988 il succède à Jacques Ménager au siège d'archevêque métropolitain de Reims et prend possession de sa charge le 26 septembre 1988. Il est intronisé le 16 octobre 1988.
Il est réélu membre du conseil permanent de la conférence des évêques de France en 1993.
Le 27 mai 1995 il succède au cardinal Decourtray mort brutalement et devient archevêque de Lyon et primat des Gaules.

### Cardinal
Le pape Jean-Paul II le crée cardinal lors du consistoire du 21 février 1998 avec le titre de cardinal-prêtre de Saint-Pierre-aux-Liens. 
Considéré comme un homme discret et peu enclin à la communication, il a pourtant créé une radio diocésaine à Reims. D'apparence timide, il n'aime guère se livrer. Les commentateurs soulignent son sens de l'écoute et de l'ouverture, ainsi que sa « grande finesse politique ».[réf. nécessaire]
Il a su dénouer des situations très complexes dans ses charges, ramenant, tel monastère dijonnais, proche de Marcel Lefebvre, de l'intégrisme à l'esprit conciliaire. Son sens des responsabilités s'est illustré en 1992, lorsqu'il a fait fermer la cathédrale de Reims et annuler les messes, Jean-Marie Le Pen ayant annoncé son intention de tenir un meeting sur le parvis.
Sa devise est « Veritatem facientes in caritate » (Faire la vérité dans l'amour).

### Mort
Il meurt le 1er mars 1998 à l'hôpital de la Croix-Rousse (Lyon) des suites d'un cancer du poumon. Il est enterré dans la cathédrale de Lyon.

## Affaire Preynat
Lors de son procès, Bernard Preynat confirme s'être confié successivement à quatre cardinaux, dont Jean Balland. Comme les autres, celui-ci a étouffé l'affaire,.

## Parcours ecclésiastique
- 1961-1982 : professeur de philosophie Grand Séminaire de Tours, puis de Poitiers. Vicaire général du diocèse de Bourges.
- 1982-1988 : Évêque de Dijon
- 1988-1995 : Archevêque de Reims
- 1995-1998 : Archevêque de Lyon

## Responsabilités
- Membre du Conseil permanent de l'Episcopat français
- Membre de la commission épiscopale du Clergé et des séminaires
- Membre de l'équipe nationale Évêques-prêtres
- Membre de la Congrégation romaine pour les évêques.